# Agallia subflava
Agallia subflava är en insektsart som beskrevs av Dutra och Luci B. N. Coelho 1992. Agallia subflava ingår i släktet Agallia och familjen dvärgstritar. Inga underarter finns listade i Catalogue of Life.